# Gonomyia (Leiponeura) pyensoni
Gonomyia (Leiponeura) pyensoni is een tweevleugelige uit de familie steltmuggen (Limoniidae). De soort komt voor in het Neotropisch gebied.